# Тимашев, Хафиз Шайхуллаевич
Тимашев Хафиз Шайхуллаевич (1 августа 1947, Севастополь, Крымская область — 16 ноября 2020, Казань) — советский борец классического стиля, чемпион СССР. Заслуженный тренер РСФСР. 

## Биография
Родился в 1947 году. Воспитанник ДСО «Буревестник» и «Спартак» (Казань). В 1968 году выполнил норматив мастера спорта СССР. На чемпионатах СССР выступал 4 раз. Чемпион СССР 1970 года. Мастер спорта СССР международного класса (1970).
Становился бронзовым призером международного турнира на призы И. Поддубного 1970 года.
За свою тренерскую работу Хафиз Шайхуллович воспитал более 20 мастеров спорта СССР и России. Самыми именитыми воспитанниками тренера являются Ю. А. Гоц – серебряный призёр первенства СССР среди юниоров, Т. Х. Каримов – победитель (1980), серебряный призёр первенства СССР среди молодёжи (1981), Э. Д. Хасанов – серебряный призёр России среди юношей 1992-1993 и среди юниоров 1994-1995.
После продолжительной болезни скончался на 73 году жизни.